# 四苯基二膦
四苯基二膦是一种有机磷化合物，化学式为[P(C6H5)2]2，它是白色固体，对空气敏感，可溶于非极性溶剂。它是中心对称的分子，P-P键键长为2.2592 Å。
四苯基二膦可由二苯基氯化磷的还原偶合反应制得：
2 Ph2PCl  +  2 Na  →   Ph2P-PPh2  +  2 NaCl
该化合物可用于提供Ph2P-基团。
Ph2P-PPh2  +  2 Na  →     +  2 NaPPh2